# Estação Realengo
Realengo é uma estação ferroviária do Ramal de Santa Cruz da SuperVia, localizada na Zona Oeste do Rio de Janeiro.

## História

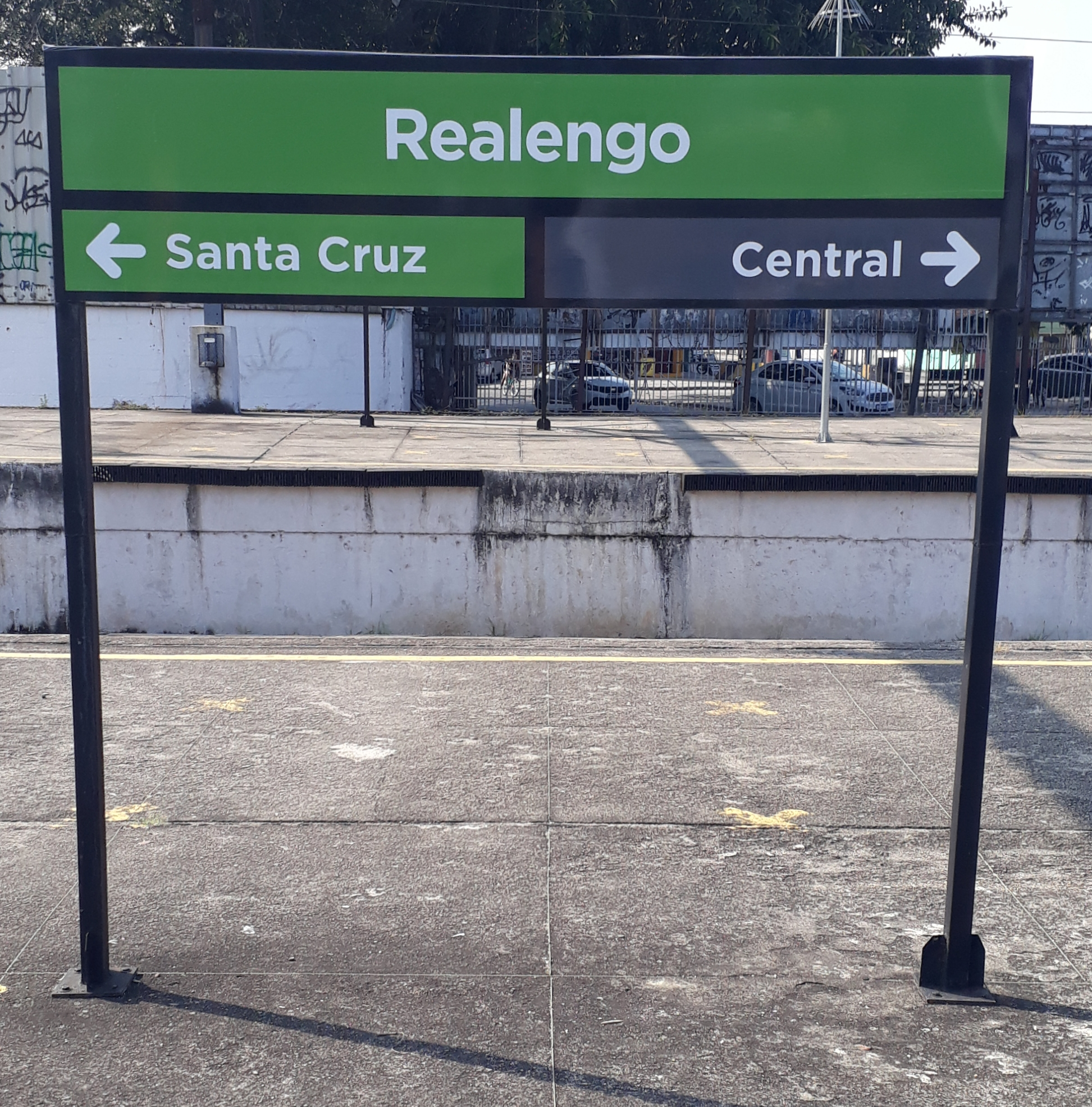
Placa da Estação de Realengo

A Estação Ferroviária do Realengo foi uma das primeiras do Rio, inaugurada em 2 de outubro de 1878 por Augusto Severo de Albuquerque Maranhão, encomendada pelo Presidente Marechal Floriano Peixoto, quando o bairro ainda era chamado de Distrito Realengo do Campo Grande, pois era localizado na então Freguesia de Nossa Senhora do Desterro de Campo Grande.
O motivo de sua importância foi devido a sua localização estratégica político-militar, pois desde o ano de 1859 já existia no local a antiga Escola Geral de Tiros e o Campo de Marte, que na época era um Hangar de Dirigíveis. Quatro anos antes da inauguração da Estação do Realengo já haviam iniciado as obras do Arsenal de Guerra da Corte que teve a presença do Imperador D. Pedro II, visitante assíduo do região por ser uma das paradas da antiga Estrada Real de Santa Cruz.
Posteriormente a Escola Geral de Tiros passaria a se chamar Escola Preparatória do Exército na Capital Federal, Escola Preparatória e de Tática do Realengo, que era um pré requisito para a matrícula na Escola Militar da Praia Vermelha, na Urca, e finalmente, após o fechamento da escola na Urca, passaria a se chamar Escola Militar do Realengo. E já o Arsenal de Guerra da Corte, terminaria se chamando Fábrica de Cartuchos e Artifícios de Guerra, a Fábrica de Cartuchos do Realengo. Hoje em dia o Conjunto Arquitetônico principal da antiga Fábrica é a Unidade do Colégio Pedro II no Realengo.
Hoje, no Campo de Marte, possui ainda o Coreto do Realengo, um dos Pontos Turísticos Oficiais que existem no Realengo pela Prefeitura do Rio, com um antigo Totem Turístico Bilíngue.
Além desta história tombada da Cidade do Rio em frente da Estação, a mesma deixa próximo para visitar outros pontos turístico e prédios tombados, como o antigo Cine Theatro Realengo e a Paróquia Nossa Senhora da Conceição.
Devido a eletrificação dos subúrbios da então Estrada de Ferro Central do Brasil, que administrava o ramal, uma nova edificação foi erguida em 1937 e que hoje atende aos trens metropolitanos da Supervia.

## Plataformas
Plataforma 1A: Não é utilizada 

Plataforma 1B: Sentidos Santa Cruz, Campo Grande e Bangu 

Plataforma 2C: Sentido Central do Brasil 

Plataforma 2D: Trens paradores a Central do Brasil

## Fonte
- Max Vasconcellos: Vias Brasileiras de Comunicação, 1928;